# Peter Tepper
Peter Tepper (* 14. Januar 1943 in Berlin; † 10. September 2021) war ein deutscher Schauspieler, Regisseur, Intendant, Kabarettist, Synchron- und Hörspielsprecher.

## Leben
Peter Tepper wurde 1943 in Berlin geboren und wirkte als Schauspieler ab Beginn der 1960er Jahre mit wenigen Ausnahmen bis 1990 im Berliner Ensemble. Am Berliner Kabarett-Theater Distel übernahm er 1988 seine erste Regiearbeit an einem Berufskabarett. In den 1970er Jahren gründete er an der Hochschule für Ökonomie Bruno Leuschner in Berlin-Karlshorst das Studentenkabarett Ökognome, welches man als die Basis für das 1990 gegründete professionelle Kabarett Kartoon bezeichnen kann und dessen künstlerischer Leiter Tepper bei der Gründung wurde. Daraus entwickelte sich das Kabarett Charly M mit ihm als Intendant. Am Kabarett-Theater Leipziger Funzel wurde er Hausautor und Regisseur, was man auch vom Freches Küsten Kabarett (FKK) im Theater Anklam behaupten kann.
Peter Tepper war inoffizieller Mitarbeiter (IMB) des Ministeriums für Staatssicherheit und hatte den Decknamen Dieter Müller.
Peter Tepper wohnte lange in Berlin; ab 2010 lebte er in Brandenburg. Er starb im September 2021 im Alter von 78 Jahren.

## Filmografie
- 1974: Der aufhaltsame Aufstieg des Arturo Ui (Theateraufzeichnung)
- 1976: Frau Jenny Treibel (Fernsehfilm)
- 1979: Die Rache des Kapitäns Mitchell (Fernsehfilm)
- 1981: Trabant zu verkaufen (Theateraufzeichnung)
- 1982: Rächer, Retter und Rapiere (siebenteilige Fernsehserie der DDR)
- 1989: Großer Frieden (Theateraufzeichnung)
- 1990: Die Spur führt zum Silbersee (Puppentrickfilm, Stimme)

## Theater

### Schauspieler
- 1962: Bertolt Brecht: Schweyk im Zweiten Weltkrieg – Regie: Erich Engel (Berliner Ensemble)
- 1966: Bertolt Brecht nach William Shakespeare: Die Tragödie des Coriolan (Römischer Soldat) – Regie: Manfred Wekwerth/Joachim Tenschert (Berliner Ensemble)
- 1971: Friedrich Schiller: Die Räuber – Regie: Ulf Reiher (Theater der Bergarbeiter Senftenberg)
- 1975: Leon Kruczkowski: Der erste Tag der Freiheit – Regie: Jürgen Pörschmann/Jürgen Schmidt (Berliner Ensemble)
- 1976: Bertolt Brecht: Der kaukasische Kreidekreis (Arkadi Tscheidse) – Regie: Peter Kupke (Berliner Ensemble)
- 1978: Heiner Müller: Der Lohndrücker (Parteisekretär) – Regie: Matthias Renner/Axel Richter (Berliner Ensemble)
- 1980: Volker Braun: Simplex deutsch – Regie: Piet Drescher (Berliner Ensemble – Probebühne)
- 1985: William Shakespeare: Troilus und Cressida – Regie: Manfred Wekwerth/Joachim Tenschert (Berliner Ensemble)
- 1988: Paul Dessau/Bertolt Brecht: Deutsches Miserere (Sprecher) – Regie: Herbert Kegel/Dietrich Knothe (Komische Oper Berlin)
- 1989: Friedrich Schenker: Traum… Hoffnung… Ein deutsches Requiem (Sprecher) – Regie: Joachim Willert (Komische Oper Berlin)
- 1989: Georg Anton Benda: Ariadne auf Naxos (Theseus) – Regie: Fritz Göhler (Komische Oper Berlin)
- 1991: Bertolt Brecht: Schweyk (Bahnhofsvorstand) – Regie: Manfred Wekwerth (Berliner Ensemble)

### Regisseur
- 1988: Wir handeln uns was ein (Kabarett-Theater Distel Berlin)
- 1990: Mit dem Kopf durch die Wende (Kabarett-Theater Distel Berlin)
- 1990: Wir müssen alle dran glauben (Kabarett-Theater Kartoon Berlin)
- 1990: Aus der Seele geschüttelt (Kabarett-Theater Kartoon Berlin)
- 1991: Nie wieder Pornofilm (Kabarett-Theater Kartoon Berlin)
- 1991: Roter Bruder – Armes Luder (Kabarett-Theater Kartoon Berlin)
- 1991: Da war doch noch was? (Kabarett-Theater Kartoon Berlin)
- 1992: Brennzeichen D (Kabarett-Theater Kartoon Berlin)
- 1993: Da samma wieder (Kabarett-Theater Kartoon Berlin)
- 1993: Teutonia (Kabarett-Theater Kartoon Berlin)
- 1994: Gibt es ein Leben vor dem Tod? (Kabarett-Theater Kartoon Berlin)
- 1995: Übergangszeit (Kabarett-Theater Kartoon Berlin)
- 1995: Berlin bleibt Berlin (Stadttheater Coepenick)
- 1995: Verdummt in alle Ewigkeit (Kabarett-Theater Kartoon Berlin)
- 2002: Kabarett is Hände hoch (Theater Anklam – Theaterzelt Chapeau Rouge in Heringsdorf)
- 2003: Light-Kultur-Deutsch (Kabarett-Theater Leipziger Funzel)
- 2005: Jetzt schlägt‘s 13 (Kabarett-Theater Kartoon Berlin)
- 2005: Mächtig gewaltig Gerd (Kabarett-Theater Kartoon Berlin)
- 2005: La deutsche Vita (Kabarett-Theater Kartoon Berlin)
- 2008: Außergesetzlicher Notstand oder Der ganz alltägliche Wahnsinn (Kabarett Charly M. Berlin)
- 2008: Allgemeine Mobilmachung (Kabarett-Theater Leipziger Funzel)
- 2008: Laichenschmaus im Frauenhaus (Kabarett Charly M. Berlin)
- 2009: Die Zeit fährt Auto – aber keiner kann fahren (Kabarett Charly M. Berlin)
- 2010: Hört, wie es humort (Kabarett-Theater Leipziger Funzel)
- 2011: Die Zeit fährt Auto, doch kein Mensch kann lenken (Kabarett Charly M. Berlin)
- 2011: Avanti Diletanti (Freches Küsten Kabarett im Theater Anklam)
- 2012: Eine bundesweite Lachparade – Deutschland peinlich Vaterland (Kabarett-Theater Leipziger Funzel)
- 2013: Alles muss raus (Freches Küsten Kabarett im Theater Anklam)
- 2014: So wahr uns Spott helfe (Freches Küsten Kabarett im Theater Anklam)
- 2014: Gier frisst Verstand (Freches Küsten Kabarett im Theater Anklam)
- 2016: Lichtschutz Faktor 50+ oder Es bräunt sich was zusammen (Freches Küsten Kabarett im Theater Anklam)
- 2018: Freude schöner Spötterfunken – Ein höllischer Spaß (Kabarett-Theater Leipziger Funzel)

## Hörspiele
- 1981: Sigmar Schollak: Sie hieß Miriam – Regie: Fritz Göhler (Kinderhörspiel – Rundfunk der DDR)
- 1981: Norbert Klein: Eine Bleibe für Heiland (Wachtmeister) – Regie: Joachim Gürtner (Hörspielreihe: Neumann, zweimal klingeln – Rundfunk der DDR)
- 1981: Armand Gatti: Öffentlicher Gesang vor zwei elektrischen Stühlen – Regie: Fritz Göhler (Hörspiel – Rundfunk der DDR)
- 1981: Volkstext: Vom armen Per, der nicht NEIN sagen konnte (Klas) – Regie: Detlef Kurzweg (Kinderhörspiel – Rundfunk der DDR)
- 1982: Sei Kurashima: Das Läuten des Windglöckchens (Eizo) – Regie: Albrecht Surkau (Hörspiel – Rundfunk der DDR)
- 1982: Henning Pawel: Eine kalte Dusche (Bornmann) – Regie: Edith Schorn (Kurzhörspiel – Rundfunk der DDR)
- 1982: Günther Stingl: Der Neue (Richter) – Regie: Walter Niklaus (Hörspiel – Rundfunk der DDR)
- 1983: Christian Zeiler: Wie scheue Pferde (Zesewitz) – Regie: Barbara Plensat (Hörspiel – Rundfunk der DDR)
- 1984: Joachim Brehmer: Zwischen Tür und Angel (Richter) – Regie: Edith Schorn (Kurzhörspiel aus der Reihe Waldstraße Nummer 7 – Rundfunk der DDR)
- 1984: Gerhard Rentzsch: Das Wunder von Zwerwitz (Redakteur) – Regie: Barbara Blensat (Kurzhörspiel – Rundfunk der DDR)
- 1984: Elias Canetti: Die Befristeten (Kollege) – Regie: Fritz Göhler (Hörspiel – Rundfunk der DDR)
- 1985: Christian Dietrich Grabbe: Scherz, Satire, Ironie und tiefere Bedeutung – Regie: Fritz Göhler (Hörspiel – Rundfunk der DDR)
- 1985: Herbert Meier: Abschied von Trude (Leutnant der Kriminalpolizei) – Regie: Detlef Kurzweg (Kurzhörspiel aus der Reihe Waldstraße Nummer 7 – Rundfunk der DDR)
- 1986: Jean Giraudoux: Der trojanische Krieg wird nicht stattfinden (Matrose) – Regie: Peter Groeger (Hörspiel – Rundfunk der DDR)
- 1986: Stanislaw Stratiew: Das Schaf (Beamter) – Regie: Ulrich Voß (Hörspiel – Rundfunk der DDR)
- 1988: Andrei Platonow: Die Epiphaner Schleusen – Regie: Fritz Göhler (Hörspiel – Rundfunk der DDR)
- 1988: Leonardo Sciascia/Ghigo de Chiaro: Jagd auf sizilianisch (Castelli) – Regie: Werner Grunow (Hörspiel – Rundfunk der DDR)
- 1989: Christian Martin: Lissy und Ralf (Rechtsanwalt) – Regie: Werner Grunow (Hörspiel – Rundfunk der DDR)
- 1989: Landolf Scherzer/Albert R. Pasch: Der Erste – Regie: Barbara Plensat (Hörspiel – Rundfunk der DDR)
- 1990: Volkstext: Wie der kluge Atija weise wird (Atija) – Regie: Manfred Täubert (Kinderhörspiel – Rundfunk der DDR)
- 1990: Róža Domašcyna: Endstation (Arzt) – Regie: Beate Rosch (Hörspiel – Rundfunk der DDR)

## Synchronisationen
- 1959 (1985) George Pastell als Kapitän der Paloma in Tiger Bay
- 1964 (1987) Harry Riebauer als Sheriff in Samson und der Schatz der Inkas